# Haïk Martirossian
Haïk Martirossian est un joueur d'échecs arménien né le 14 juillet 2000 à Byuravan.
Au 1er novembre 2023, il est le premier joueur arménien et le 34e joueur mondial avec un classement Elo de 2 708 points.

## Biographie et carrière
Grand maître international depuis 2017, Martirossian a remporté le championnat du monde des moins de 16 ans en 2016 et le championnat d'Arménie en 2018. Il participe à l'Olympiade d'échecs de 2018 à Batoumi et marque 6 points sur 8 (quatre victoires et quatre nulles, avec une performance Elo de 2 708 points) comme cinquième échiquier de l'Arménie qui finit à la huitième place de la compétition.
En février 2019, il finit deuxième de l'Open Aeroflot, à égalité de points avec le vainqueur Kaido Külaots.
Lors de la Coupe du monde d'échecs 2021, il bat le Zambien Chitumbo Mwali au premier tour, le Turc Mustafa Yılmaz au deuxième tour, l'Azerbaïdjanais Shakhriyar Mamedyarov au troisième tour et le Croate Ante Brkić au quatrième tour. Il est battu au cinquième tour (huitième de finale) par l'Iranien Amin Tabatabaei.
| Année | Lieu   | Résultat                                                      | Ultime adversaire                                             | Adversaires battus                                                |
| ----- | ------ | ------------------------------------------------------------- | ------------------------------------------------------------- | ----------------------------------------------------------------- |
| 2021  | Sotchi | cinquième tour (huitième de finale)                           | Amin Tabatabaei                                               | Chitumbo Mwali, Mustafa Yılmaz, Shakhriyar Mamedyarov, Ante Brkić |
| 2023  | Bakou  | Les joueurs arméniens sont absents de la coupe du monde 2023. | Les joueurs arméniens sont absents de la coupe du monde 2023. | Les joueurs arméniens sont absents de la coupe du monde 2023.     |

Marisorssian comme les autre joueurs arméniens, est absents de l'Olympiade d'échecs de 2022 et de la Coupe du monde d'échecs 2023 qui ont lieu à Bakou.
En septembre 2022, il finit deuxième au départage du tournoi open de Tachkent (2e Coupe du président d'Ouzbékistan) avec 7 points sur 10.
En août 2023, il remporte l'open d'Arad en Roumanie au départage devant Hans Niemann.
En octobre 2023, il marque 5,5 points sur 7 au deuxième échiquier de l'équipe d'Asnières lors de la Coupe d'Europe des clubs d'échecs avec une performance Elo de 2 842 points.